# 小行星55428
小行星55428（55428 Cappellaro）是一颗绕太阳运转的小行星，为主小行星带小行星。该小行星于2001年10月14日发现。
該小行星以義大利天文學家恩里科·卡佩拉羅（Enrico Cappellaro）命名。

## 轨道参数
小行星55428的轨道半长轴为2.5861667 UA，离心率为0.177。